# Obłóczyny
Obłóczyny – uroczystość przyznania alumnom seminarium duchownego sutann lub zakonnikom habitu. W polskich seminariach duchownych sutanny przyznaje się alumnom III roku, a w zakonach najczęściej po postulacie.
Takiej uroczystości zazwyczaj przewodzi biskup danej diecezji lub prowincjał zakonu (ewentualnie rektor seminarium lub magister nowicjatu). Błogosławi on sutanny, po czym, jeśli w danym seminarium duchownym jest taka tradycja, ucina się alumnom/nowicjuszom krawaty, zdejmuje je i ubiera się ich w sutanny/habity. Od tego czasu marynarka i krawat są zastąpione przez sutannę/habit lub krótki strój duchowny (garnitur i koszula z koloratką). Od obłóczyn alumni/nowicjusze są zobowiązani chodzić w stroju duchownym.
Strój duchowny jest znakiem miłości Chrystusa do świata i przypomnieniem o czuwaniu nad nim Bożej Opatrzności oraz zachętą do uczynków miłych Bogu.
Dlatego też osoba nosząca strój duchowny powinna odznaczać się gorliwością w miłości wobec każdego człowieka i wykazywać nieustanną gotowość do służby na wzór Chrystusa Sługi.
Dość często obłóczynami jest nazywane przyjęcie nowych ministrantów do parafii i nałożenie im komż i kołnierzy, ale nie jest to poprawne liturgicznie.